# 버스터 건담
버스터 건담(영어: Buster Gundam, 일본어: バスターガンダム)은 TV 애니메이션 《기동전사 건담 SEED》에 등장하는 모빌 슈트(MS)로 분류되는 가공의 유인 조종식 인간형 로봇 병기이다. 지구연합군이 개발한 5기의 시제기 중 1기이지만, 적대 국가 플랜트의 군사 조직인 자프트에게 강탈당하고, 자프트 소속의 파일럿인 디아카 앨스먼의 탑승기가 된다. 연결이 가능한 2정의 대형포와 미사일 런처를 장비한 원거리 포격형 기체이다. "버스터"는 영어로 "파괴자"를 의미한다. 이 작품에서 "건담"은 배크로님으로 설정되어 있으며, "BUSTER General Unilateral Neuro-Link Dispersive Autonomic Maneuver Synthesis System"으로 표기된다. 미디어나 관련 상품에서는 "버스터 건담"이라고 호칭되지만, 《기동전사 건담 SEED》 시리즈 작품 내에서는 다른 건담 타입의 모빌 슈트와 마찬가지로 "건담"을 생략하고 "버스터"라고 호칭된다.
메카닉 디자인은 오오카와라 쿠니오가 담당하였다.
본 문서에서는 관련 작품에 등장하는 파생기들에 대해서도 설명한다.

## 설정 해설
듀얼 건담은 지구연합 소속 국가 중 하나인 대서양 연방이 오브 연합 수장국의 공기업인 모르겐레테사의 기술 협력을 받아 오브 관할의 자원 콜로니인 헬리오폴리스에서 극비리에 개발된 5기의 시제형 모빌 슈트(G 병기/초기 GAT-X 시리즈) 중 1기이다. 골격이 되는 프레임은 스트라이크 건담이나 듀얼 건담과 같은 범용형의 X100계열을 채택하였다. 인체와 같은 움직임을 충실하게 재현하는 것을 목적으로 만들어져 기존의 모빌 슈트보다 가동 범위가 넓다. 이마 부위에는 센서를 보호하는 가드가 장착되어 있다.
원거리에서 지원 포격을 목적으로 특성이 다른 2정의 대형포를 장비한다. 포의 연사로 인한 단시간 내의 페이즈 시프트 다운을 피하기 위해 전용 서브 제너레이터를 각 포에 별도로 탑재하고 있다. 또한 양 무릎에도 예비 전원이 설치되어 있어 포의 사용으로 인한 운용 시간의 단축을 억제하고 있다.
발포시에는 백팩의 좌우에 현가된 포를 분리하여 허리 부분에 연결된 서브 암을 축에 끼워 안고 유지한다. 원거리전을 상정했기 때문에 실드나 근접전용 무장을 하지 않고 동료기의 지원을 전제로 운용된다. 그렇지만 버스터 건담은 2정의 포 연결과 조작에 의해 원거리와 근거리 모두를 커버하며 X100계열 프레임 및 백팩의 스러스터에 의해 모빌 슈트(MS) 특유의 높은 기동성을 발휘한다. 근거리 전투에 대해서도 충분한 전투능력을 가지고 있는 것이 실전에서 증명되었다.
양산기로는 버스터 대거가 존재한다.

### 무장
2정의 대형포는 허리 부분에 연결된 서브 암에 접속되어 있으며, 이 서브 암은 포의 신속한 움직임에 기여한다. 또한 서브 암이 발포시의 반동의 부담을 경감하는 역할을 담당하고 있다고 하는 자료도 보인다. 2종류의 포는 분리하여 운용하는 것도 가능하다고 하는 자료, 동료기에 무장을 빌려주는 무기고와 같은 운용도 상정하고 있다고 하는 자료도 보인다.
포는 앞뒤를 연결함으로써 양측의 서브 제너레이터를 직접 연결하여 보다 위력을 높인 포격을 할 수 있다. 다만 이러한 경우 포신에 부하가 커지기 때문에, 연사가 안되는 단점도 있다.
220mm 6연장 미사일 포드
양쪽 어깨에 장착되는 미사일 포드이다. 버스터 건담의 상대적인 약점인 근접전투능력을 향상시키기 위해 탑재되었다. 뫼비우스를 일격에 격파할 수 있는 위력을 지니고 있으며, 미사일을 발사한 틈을 타 후방으로 대피하는 전투 방법을 취하고 있다. 거점 폭격이나 대함 공격, 대미사일 요격에도 사용된다. 용도에 따라 연막탄이나 방전 가스탄 등도 장전이 가능하다.
220mm 구경의 미사일은 지구연합군에서 항공기 등에 많이 사용되는 규격품이며, 단거리용 공대공 유도탄은 적외선 유도에 의한 발사 방식을 택하고 있다.
350mm 건 런처
오른쪽 허리의 서브 암에 접속되는 전자기포(레일건)이다. 산탄에 의한 다수의 목표물을 공격하는 등의 "면"의 파괴에 특화된 무장이다. 보통의 질량 탄두 외에도 AP탄(철갑탄)이나 HESH탄(점착유탄) 등의 각종 특수 탄두도 사출이 가능하다.
94mm 고 에너지 수속 화선 라이플
왼쪽 허리 서브암에 접속되는 대형 빔 라이플이다. 다른 초기 GAT-X 시리즈의 빔 라이플에 비해 대구경, 고출력을 자랑하며, 같은 시기의 전함의 주포를 상회하는 화력을 가지고 있다.
대장갑 산탄포 (포연결시)
건 런처를 앞에 두고 수속 화선 라이플을 뒤에서 연결한 광역제압 모드로 대장갑 산탄포가 되어 밀집하고 있는 적기나 고속으로 이동하는 기체에 대해 효과를 발휘한다.
또한 《기동전사 건담 SEED》의 방영 초기에는 "아광속 프로젝터일 건 런처"라는 호칭으로 기재하는 매체도 존재했다.
초 고 임펄스 장사정 저격 라이플 (포연결시)
수속 화선 라이플을 앞에 두고 건 런처를 뒤에서 연결한 고위력 정밀 저격 모드이다. 원거리 적에 대해 효과를 발휘한다.

### 작품 내에서의 활약
버스터 건담은 오브의 스페이스 콜로니 헬리오폴리스에서 자프트의 크루제 부대에 의해 탈취당하고, 이때 탑승한 디아카 앨스먼의 전용기가 된다. 동료인 이자크 쥴의 전용기인 듀얼 건담과 주로 연계해 행동했고, 지구연합군 제8기동함대와의 저궤도회전에서는 모빌 슈트(MS)로서의 기동성과 고화력을 활용하여 전함을 차례로 침몰시키는 활약을 보였다. 그러나 아크엔젤과 스트라이크 건담과는 헬리오폴리스에서부터 우주로의 추격전, 지구로의 강하 후에 북아프리카 사막 지대에서의 전투, 아스란 자라를 대장으로 하는 "자라 부대"를 결성한 후에 공해 상에서의 추격전 등을 벌였지만 승리하지 못했다. 다른 초기 GAT-X 시리즈와 마찬가지로 버스터 건담은 대기권 내에서 비행 능력은 없기 때문에 지구에서의 전투에서는 자프트제의 서브 플라이트 유닛인 "구울"을 타고 공중전을 벌였다.
아크엔젤의 오브 출발 후의 전투에서 런처 스트라이커를 장비한 스카이 그래스퍼의 아그니 공격으로 한쪽 팔을 파괴당하고, 지면에 추락한 충격으로 내부 구동계가 가동 불능이 되어 디아카 앨스먼은 버스터 건담과 함께 투항한다. 그리고 이 전투에서 스트라이크 건담은 이지스 건담의 자폭 공격으로 파괴된다. 알래스카 기지에 도착시에 버스터 건담은 내려지지 않았고, 디아카와 함께 아크엔젤 내에서 대기하였다.
자프트가 알래스카 기지를 대규모로 공습할 때 아크엔젤은 지구연합군을 탈주해 다시 오브로 기항하게 되며, 여기서 디아카는 석방되고, 버스터 건담은 수리를 위해 모르겐레테사로 반입된다.
그러나 지구연합군이 매스 드라이버를 구하기 위해 오브를 침공하자 디아카가 수리된 버스터 건담을 타고 아크엔젤 측으로 가세한다. 오브 탈출 시에 버스터 건담은 아크엔젤의 함재기가 되어 우주로 올라가 아크엔젤, 이터널, 쿠사나기로 구성된 삼척동맹 소속이 되었다. 그리고 이 시점에서 버스터 건담은 왼쪽 어깨와 왼쪽 발목에 기체 번호 "120"을 부여받는다.
제2차 야킨 두에 공방전에서는 라우 르 크루제의 프로비던스 건담에게 드라군으로 일방적인 공격을 받고 중파되어 행동불능에 빠지게 된다. 이후에 합류한 이자크 쥴의 듀얼 건담에게 포를 빌려주어 레이더 건담을 격추하는데 기여한다(스페셜 에디션 제3편에서는 프로비던스 건담과 마주치기 전에 버스터 건담 단독으로 레이더 건담을 격추한다).
5기의 초기 GAT-X 시리즈 중에서도 특히나 기구한 운명을 거친 기체로, 지구연합군(제조시) → 자프트(강탈) → 지구연합군(디아카 투항) → 오브/모르겐레테사(아크엔젤의 지구연합군 이탈) → 삼척동맹 등 작품 내에 등장하는 모든 진영에 가담하였다. 지구연합과 플랜트 간의 정전 후에 버스터 건담의 처리에 관해서는 알려진 바가 없다.
또한 자프트가 탈취한 초기 GAT-X 시리즈 4기 중 버스터 건담은 스트라이크 건담과 일대일 전투를 치르지 않았다.
《기동전사 건담 SEED Re:》에서는 수중전 전용 장비가 등장한다. 순항 형태로 변형하면 수중용 모빌 슈트(MS)인 "군"을 기반으로 하는 외관이 되며, 모빌 슈트 형태로는 베른 35A/MPFM 등의 거대한 보조 병장을 장비한 듯한 외관으로 바뀐다.

## 베르데 버스터 건담
애니메이션 작품 《기동전사 건담 SEED C.E.73 STARGAZER》에 등장한다.
지구연합군 제81독립기동군 팬텀 페인이 액타이온 인더스트리사를 중심으로 한 다수의 기업들의 기술 협력을 받아 추진한 에이스 파일럿용 커스터마이즈 모빌 슈트(MS) 개발 계획인 통칭 "액타이온 프로젝트"에 의해 다시 만든 버스터 건담을 개수한 기체이다. 파일럿은 팬텀 페인 특수전 모빌 슈트(MS) 소대 소속 샤무스 코저 중위이다.
함께 소대를 구성하고 있는 동료기인 GAT-X105E 스트라이크 느와르 건담, GAT-X1022 블루 듀얼 건담의 후방 지원을 주 임무로 하고 있다. 버스터 건담의 주무장이였던 94mm 고 에너지 수속 화선 라이플과 350mm 건 런처가 좌우 어깨의 고정 장비가 되어 2정을 합체하는 기구는 폐지되었지만, 새로운 무장인 허리의 서브 암에 대형 화기인 "M9009B 복합 바요넷 장비형 빔 라이플" 2정을 장비하여 종합적인 화력이 향상되었다. 게다가 무장 추가에 의해 복잡화된 화기 관제를 보완할 수 있도록 최신형의 사격 통제 장치를 탑재하고 있다. 센서의 개선에 따라 명중률이 크게 향상되었다. 또한 매니퓰레이터는 액츄에이터의 개량과 가동지를 재구성한 것으로 변경되었다. 이 밖에도 모체가 되는 버스터 건담의 약점이었던 근접전에 대응하기 위해 빔 라이플 끝에 전개식의 총검(바요넷)을 장비해, 이로써 전황에 올라운드로 대응할 수 있게 되었다. 이마 부위에 있던 센서 가드는 근접전시 두 눈의 메인 센서를 보호해야 하는 필요에 따라 얼굴을 덮는 크기의 페이스 가드로 변경되었다.
기체명의 "베르데"는 이탈리아어로 "녹색"을 의미한다.

### 베르데 버스터 건담의 무장
220mm 다목적 미사일 6연장 포드
버스터 건담과 마찬가지로 양쪽 어깨 아머에 내장되어 있다.
350mm 건 런처
버스터 건담의 오른쪽 허리에 있던 건 런처를 오른쪽 어깨 위로 위치를 변경한 장비로 스무스보어 배럴을 채택하여 각종 탄두를 발사할 수 있다.
94mm 고 에너지 빔 포
버스터 건담의 왼쪽 허리에 있던 수속 화선 라이플을 왼쪽 어깨 위로 위치를 변경한 장비이다.
M9009B 복합 바요넷 장비형 빔 라이플
수속 화선 라이플, 건 런처를 대신하여 양쪽 허리에 새롭게 장비된 대형 화기이다.
본체와는 조인트 암으로 접속되며, 좌우의 라이플을 평행하게 연결시켜 장사정용의 연장 캐논 모드로 변환할 수 있다. 배럴 끝부분에는 전개식의 바요넷이 설치되어(실체검), 버스터 건담에서 단점으로 지적된 접근전 능력이 떨어진다는 점을 커버하고 있다. 기본적으로 적기의 접근이라는 비상 상황에 대처하기 위한 예비 장치이지만 바요넷에는 특수한 역장을 형성시키는 포스 필드 제너레이터가 내장되어 있어 페이즈 시프트 장갑(PS 장갑)을 제외한 대부분의 재래식 장갑을 뚫을 수 있다. 또한 필드 제너레이터는 캐논 모드일 때의 빔 유도 장치도 겸하고 있어 유효 사거리의 연장에도 기여하고 있다.

### 베르데 버스터 건담의 작품 내에서의 활약
《기동전사 건담 SEED C.E.73 STARGAZER》 작품 내에서는 브레이크 더 월드 사건 발생 후 키르기스 기지를 습격한 자프트의 섬멸 임무를 받고, 스트라이크 느와르 건담, 블루 듀얼 건담과 함께 현장으로 급히 출동해 이를 진압한다.
이후 서유라시아 지방에서 한니발급 육상 전함 보나파르트의 방위 임무를 수행하였다. 이 방위 임무 수행 중 벌어진 전투에서 블루 듀얼 건담이 파괴당하고, 블루 듀얼 건담의 파일럿인 뮤디 홀크로프트 소위가 전사하였다.
그 후 DSSD(심우주 탐사 개발 기구)가 개발한 우주 탐사용 모빌 슈트(MS) 스타게이저의 AI 유닛을 탈취하기 위해 트로야 스테이션을 침공했다. 전투에서 시빌리언 아스트레이를 다수 격파하고 스테이션을 손상시켰으며, 스트라이크 느와르 건담과 맞먹는 전과를 올렸다. 그러나 샤무스가 코디네이터에 대한 적대감과 뮤디를 잃은 원한을 드러내며, 모함 관제의 거듭된 경고를 무시하고 정신없이 전투를 계속함으로써 에너지를 심하게 소모한 결과 베르테 버스터 건담은 페이즈 시프트 다운을 일으켜 기능 정지하게 된다. 그 후 시빌리언 아스트레이에게 다방면에서 반격의 집중 포화를 받아 격파되었고 사무스 코저는 전사했다.

## 헤일 버스터 건담
라이브러리안이 버스터 건담을 독자적으로 개수·재설계한 기체이다. 형식번호의 첫머리의 "LH"는 "라이브러리안 헤일"의 약자이다. "헤일(hail)"은 영어로 "우박"을 의미하며, 전신에서 무수한 포탄을 발사하는 모습에 빗대어 명명되었다. 파일럿은 피니스 소키우스이다.
버스터 건담에 비해 머리의 마스크 부분과 가슴에 신형 복합 센서가 추가됨으로써 사격의 정확도가 현격히 향상되었다. 또한 무릎 부분에 접지 유닛이 추가됨으로써 한쪽 무릎을 세운 상태에서의 사격의 정확도도 향상되었다. 포착한 적기에 대한 정보는 라이브러리안의 데이터 뱅크에서 즉시 분석 후 회신되어 답신된 정보를 바탕으로 최적의 공격을 실시할 수 있다. 그리고 이러한 기능들을 최대한 발휘하기 위해 저격기로는 처음으로 미라쥬 콜로이드 시스템을 탑재하고 있어서, 자신의 기척을 차단하고 적의 정보를 수집하여 충분한 대책을 마련한 후에 확실하게 적을 격파한다.
라이브러리안의 강화형 G는 모든 기체가 스트라이커 팩 시스템을 지원하며, 스트라이커 팩용 플러그가 등쪽에 추가되어 있기 때문에 기종 간의 장비의 교환, 혼재가 용이하게 설계되었다.

### 헤일 버스터 건담의 무장
220mm 6연장 미사일 포드
양쪽 어깨에 장착되는 미사일 포드이다. 버스터 건담의 것과 동일하다.
120mm 3연장 대함 발칸포
양쪽 어깨의 미사일 포드 커버 뒤에 추가된 대구경의 발칸포이다. 런처 스트라이커에 장비되어 있는 120mm 대함 발칸포를 3연장으로 변경한 것이다. 기체의 대공 방어 기능을 높이는 데 기여하고 있다.
버스터 스트라이커
헤일 버스터 건담의 표준 장비인 원거리 포격형 스트라이커 팩이다. 버스터 건담의 350mm 건 런처와 94mm 고 에너지 수속 화선 라이플을 스트라이커 팩으로 재설계한 것이다.
2가지 포는 취향에 따라 좌우 교체가 가능하며, 스트라이커 팩에서 분리해서 사용할 수 있다.

### 헤일 버스터 건담의 작품 내에서의 활약
처음부터 론도 기나 사하크의 건담 아스트레이 미라쥬 프레임의 서포트 역으로 동행하여 무라쿠모 가이의 건담 아스트레이 블루 프레임 세컨드 리바이스와 교전한다.

## 같이 보기
- 건담 시리즈의 병기 목록
- 기동전사 건담 SEED
- 스트라이크 건담
- 듀얼 건담
- 이지스 건담
- 블리츠 건담

## 주해
1. ↑  건담 아스트레이 미라쥬 프레임은 지원하지 않는다.
2. ↑  또한, 건담 프라모델 키트 사양에서는 조인트 암의 위치가 변경되었기 때문에 포가 닿지 않아 장착한 상태에서는 연결이 불가능하게 되어 있다. 유용된 파츠는 그대로이기 때문에 포연결용의 총 뒷부분도 보통의 버스터 건담의 것과 다르지 않지만, 설정에서 포의 도킹이 가능한지는 불분명하다. 다만, 공식 무크의 작례에는 포를 도킹한 모습이 게재되어 있으며, 설정 해설에서는 조인트 암에서 포를 분리하고 있다.[22] 그렇지만 도킹을 할 수 없다고 하는 자료도 존재한다.[21]

## 참고 문헌
- 서적
  - 《기동전사 건담 SEED MS 백과사전》. 이치진샤. 2008년 7월 1일. ISBN 978-4-7580-1108-2.
  - 《기동전사 건담 SEED DESTINY MS 백과사전》. 이치진샤. 2008년 11월 25일. ISBN 978-4-7580-1126-6.
  - 《기동전사 건담 SEED 코즈믹 이라 메카닉&월드》. 후타바샤. 2012년 11월. ISBN 978-4-575-46469-6.
  - 《기동전사 건담 SEED OFFICIAL FILE 메카편 Vol.1》. 코단샤. 2003년 2월. ISBN 4-06-334678-1.
  - 《기동전사 건담 SEED OFFICIAL FILE 메카편 Vol.2》. 코단샤. 2003년 5월 29일. ISBN 4-06-334725-7.
  - 《데이터 컬렉션 17 기동전사 건담 SEED 상권》. 미디어 웍스. 2004년 10월 15일. ISBN 4-8402-2817-5.
  - 《기동전사 건담 SEED C.E.73 STARGAZER 컴플리트 가이드》. 미디어 웍스. 2006년 12월. ISBN 4-8402-3729-8.
  - 《기동전사 건담 SEED VS ASTRAY vol.1》. 미디어 웍스. 2010년 5월. ISBN 978-4-04-868579-5.
  - 《건담의 상식 모빌 슈트 대백과 기동전사 건담 SEED 연합·오브편》. 후타바샤. 2011년 11월. ISBN 978-4-575-30366-7.
- 잡지
  - 《전격 하비 매거진 2003년 2월호》. 미디어 웍스.
  - 《전격 하비 매거진 2004년 7월호》. 미디어 웍스.
- 분책 백과
  - 《건담 팩트 파일 123호》. 데아고스티니 재팬. 2007년 2월.
- 건담 프라모델 키트
  - 《1/144 HG 에일 스트라이크 건담》. 반다이. 2002년 11월.
  - 《1/144 HG 버스터 건담》. 반다이. 2003년 1월.
  - 《1/60 PG 스트라이크 건담》. 반다이. 2004년 11월.
  - 《1/144 HG 베르데 버스터 건담》. 반다이. 2006년 8월.
  - 《1/100 MG 스트라이크 느와르 건담》. 반다이. 2007년 3월.
  - 《1/100 헤일 버스터 건담》. 반다이. 2009년 8월.
  - 《1/100 MG 버스터 건담》. 반다이. 2012년 11월.